# Zouérat
Zouérat, arabisch الزويرات, DMG az-Zuwairāt, ist die Hauptstadt der Verwaltungseinheit Tiris Zemmour im Norden des westafrikanischen Staats Mauretanien.

## Geschichte
Die Geschichte der Stadt Zouérat ist eng mit dem Eisenerz-Bergbau der Region gekoppelt. Zum Abbau der Eisenlagerstätten am Kediet Ijill wurde 1952 eine Aktiengesellschaft gegründet. 1958 erhielt die Société des mines de fer de Mauritanie (MIFERMA) die Abbaugenehmigung, der Abbau begann 1960. 1974 wurde Mifema verstaatlicht.
1981 wurde eine zweite Eisenlagerstätte bei Guelb El Rhein, 35 km nördlich von Zouérat, und 1990 eine dritte in Mhadaouat, 65 km von Zouérat entfernt, entdeckt.

## Bevölkerung
Die Einwohnerzahl lag 1977 bei 17.947 und 1988 bereits bei 25.892 Menschen. Die Bevölkerungszahl der Gemeinde hat in den Jahren von 2000 bis 2023 von 33.929 auf 62.380 Einwohner zugenommen. Der Hauptort selbst hat ebenfalls 62.380 Einwohner (2023) und ist damit die viertgrößte urbane Siedlung des Landes.

## Wirtschaft
Die Wirtschaft der Stadt ist durch den Eisenerzabbau geprägt, der im Bereich des Berges Kediet Ijill stattfindet. Sie ist das Zentrum der Eisenerzförderung und -logistik der Bergwerke in F’dérik, Tazadit und Rouessa. Die Eisenerzreserven in Zouérat werden auf etwa 200 Millionen Tonnen Hämatit geschätzt, gemeinsam mit der Umgebung schätzt man etwa die doppelte Menge.
Hauptarbeitgeber ist die Société Nationale Industrielle et Minière (SNIM), die mehrheitlich staatliche mauretanische Bergbaugesellschaft mit über 5000 Beschäftigten. Neben dem Bergbau spielen die regionale Verwaltung und das Militär eine Rolle als Arbeitgeber in der Stadt.

## Verkehr
Zouérat liegt am östlichen Ende der einzigen Bahnlinie Mauretaniens, der Bahnstrecke Nouadhibou–M’Haoudat, die die Bergwerke mit der Hafenstadt Nouadhibou am Atlantik verbindet. Nördlich der Stadt liegt der Flughafen Zouérat.

## Belege
1. 1 2 3 4  lexicorient: Zouerate (Memento vom 5. Juni 2011 im Internet Archive)
2. ↑  Citypopulation: Mauretanien: Gemeindegliederung
3. ↑  ANSA: Localités habitées en Mauritanie (RGPH 2023)